# Maskormar
Maskormar (Typhlopidae) är en familj i underordningen ormar (Serpentes) som består av sex släkten. 
Dessa ormar, som lever under markytan, är maskliknande och de flesta arter är jämförelsevis små, med en kroppslängd på mellan 15 och 30 centimeter. De största arterna blir omkring 75 centimeter och bland de största är Schlegels maskorm, som kan nå en längd på upp till 95 centimeter. En av de minsta arterna är blomkruksormen, vilken som längst har en längd 15 centimeter. Hittills är ungefär 200 arter kända.
Enligt ITIS skiljs mellan sex släkten:
- Acutotyphlops, 5 arter
- Cyclotyphlops, 1 art
- Ramphotyphlops, 21 arter
- Rhinotyphlops, 6 eller 7 arter
- Typhlops, 49 arter
- Xenotyphlops, 4 arter

Nyare avhandlingar listar ytterligare 10 släkten:
- Afrotyphlops, 26 arter
- Amerotyphlops, 15 arter
- Anilios, 46 arter
- Argyrophis, 12 arter
- Grypotyphlops, 1 art
- Indotyphlops, 23 arter
- Lemuriatyphlops, 3 arter
- Letheobia, 28 arter
- Madatyphlops, 13 arter
- Malayotyphlops, 9 arter